# Isabel Medina Peralta
Isabel Medina Peralta (Madrid, 20 de julio de 2002) es una activista nacional-socialista y falangista española. Ha declarado tener admiración por Ramiro Ledesma Ramos, fundador del fascismo en España, también por Juan Aparicio, cofundador de las JONS, por Benito Mussolini, Adolf Hitler, Giovanni Gentile y por el filósofo chileno Miguel Serrano, además de por José Antonio Primo de Rivera al que ha dedicado diversos homenajes.

## Biografía

### Familia y juventud antes de militancia
Isabel Medina Peralta nació en el año 2002. Su padre es el político y abogado Juan Manuel Medina, miembro del partido político de extrema derecha Alianza por la Unidad Nacional fundado por Ricardo Sáenz de Ynestrillas, después de La Falange en 1999, y cabeza de lista de ⁣ España 2000 en las elecciones europeas de 2004 . Más adelante se convirtió en militante del Partido Popular en 2005 y fue elegido concejal municipal de Seseña (Castilla-La Mancha) en 2008. Con la revelación de su historia de activismo en la extrema derecha en 2011, dejó la política y se convirtió en columnista de televisión en varios espacios como El Programa de Ana Rosa . La madre de Isabel Medina Peralta es abadesa budista.
Pese al pasado de activista de extrema derecha de su padre, Isabel fue expulsada de casa de sus padres después de que ella participara en un homenaje a José Antonio Primo de Rivera en el 2020. Sin embargo, mantiene relación con su madre, Isabel se ha declarado partidaria del fascismo desde los 13 años aunque antes de embarcarse en el activismo, fue una influenciadora de moda.

### Activismo y militancia

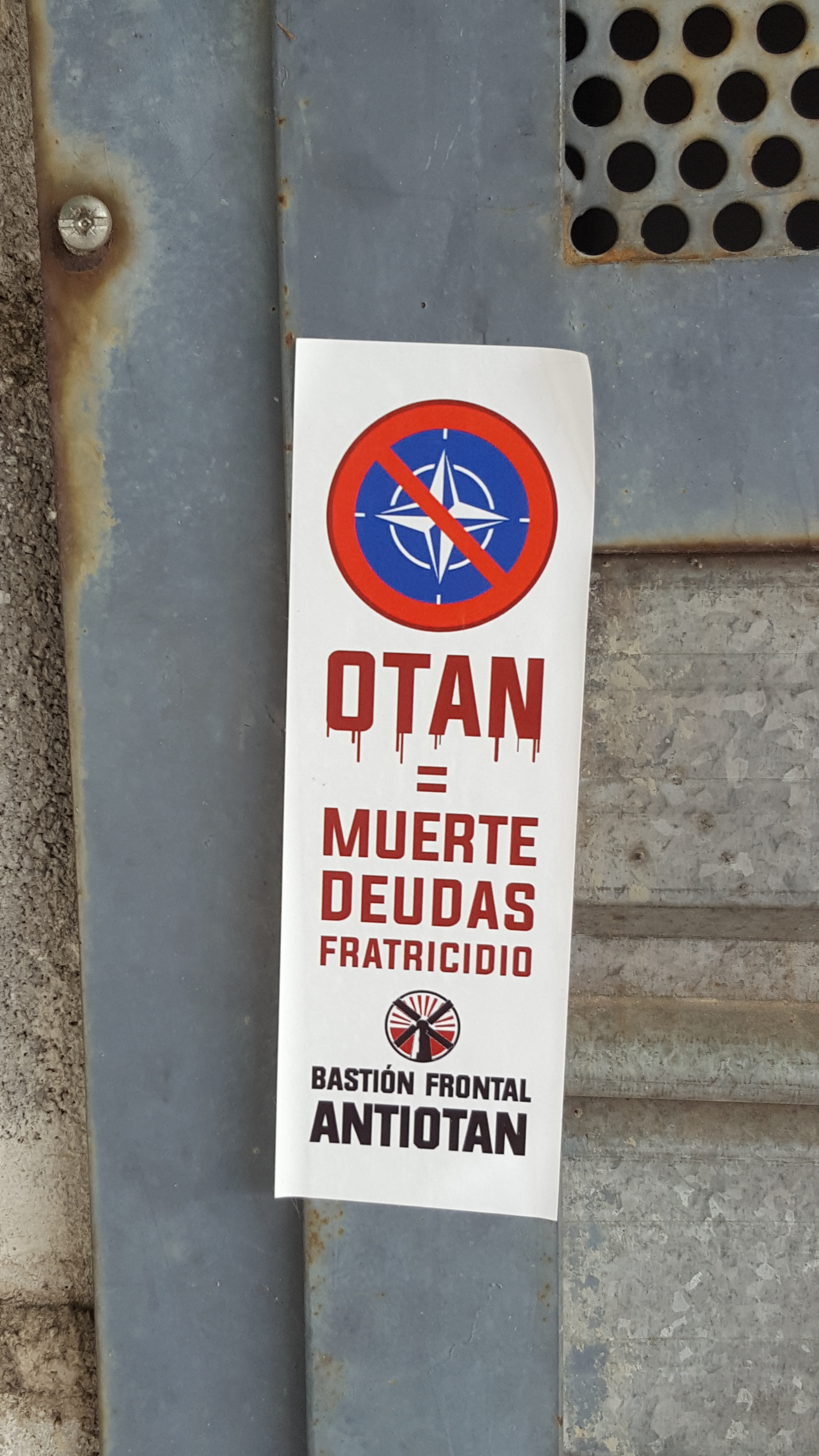
Pegatina de Bastión Frontal con un mensaje anti OTAN

En 2019 comenzó sus estudios de historia en la Universidad Complutense de Madrid . Allí se hizo miembro del sindicato estudiantil Sindicato Español Universitario, vinculado a FE-La Falange. Activista dentro de FE-La Falange, dirigió su rama de mujeres, que hace referencia a la Sección Femenina. En 2020 participó en la fundación del grupo neonazi Bastión Frontal.
En febrero de 2021, participó en un homenaje a los soldados de la División Azul que murieron durante la batalla de Krasni Bor organizado por un grupo neonazi madrileño . Pronunció un discurso antisemita, racista y profascista que provocó polémica en España y desencadenó un debate sobre la libertad de expresión, en un contexto en el que se encontraba también el caso el rapero de extrema izquierda Pablo Hasél.
En septiembre de 2021, fue a Düsseldorf para asistir a un curso de formación de activistas de diez meses del partido neonazi alemán Der III. Weg, que consistía en aprender a desarrollar técnicas de propaganda y combate. En 2022 dejó Bastión Frontal por diferencias con el colíder Rodrigo Miguélez. El grupo se disolvió poco después.
En noviembre de 2023 participó en una manifestación contra la amnistía de los responsables del referéndum de 2017 sobre la independencia de Catalunya. Hizo un saludo nazi ante la sede del Partido Socialista Obrero Español y fue abucheado por los manifestantes. Esta manifestación fue una oportunidad para ella de inaugurar un nuevo grupo de tendencia violenta llamado Sección de Asalto. Este grupo tiene como referencias a Der III. Weg y el Movimiento de Resistencia Nórdico.

## Casos judiciales

### Investigaciones de crímenes de odio
En febrero de 2021, la fiscalía provincial de Madrid inició una investigación contra Isabel Medina Peralta por delito de odio por su discurso antisemita en homenaje a los soldados de la División Azul.
En noviembre de 2021, la fiscalía provincial de Madrid presentó una denuncia contra ella por delito de odio, debido a sus llamamientos a la violencia y de hostilidad hacia los musulmanes y hacia los migrantes marroquíes durante una manifestación de Bastión Frontal ante la embajada en España en mayo de 2021 como respuesta a la crisis migratoria de Ceuta de 2021.

### Conflictos legales en Alemania
Alertadas por las autoridades españolas, las autoridades alemanas registraron las pertenencias de Isabel Peralta cuando ésta visitó Alemania en marzo de 2022 y descubrieron varios objetos nazis, entre ellos una copia de Mein Kampf . Como resultado, se le impidió la entrada en Alemania y se le abrió una investigación para distribuir material de propaganda inconstitucional y para utilizar «símbolos no conformes».
En enero de 2023, Alemania decidió prohibir la entrada de Isabel Medina Peralta en su territorio sine die, considerando que representaba un peligro para el estado al tener «un papel decisivo» dentro de las redes de extrema derecha europeas.

## Ideología y posicionamiento
Isabel se declara falangista, abiertamente antisemita y racista, y neonazi. Se opone a la inmigración,  es homófoba,  y negacionista del Holocausto. Se declara también jonsista, fascista y nacionalsocialista. Además, ha sido descrita como antifeminista por medios de comunicación como la radio Onda Cero. En noviembre de 2021, Shimon Samuels, director de Relaciones Internacionales del Centro Wiesenthal, cargó contra La Sexta por la entrevista que emitieron en horario de máxima audiencia a Isabel Peralta, a quien consideraba un icono de los grupos de extrema derecha.
Sus declaraciones antisemitas la enfrentaron al partido de extrema derecha Vox, a los falangistas de la Falange Española de las JONS y a una cofradía de veteranos de la División Azul. Ella acusa a Vox de ser electoralista y de «ver a la nación como un símbolo en lugar de centrarse en su gente».